# Vinça
Vinça (kat.: Vinçà) – miejscowość i gmina we Francji, w regionie Oksytania, w departamencie Pireneje Wschodnie. Zajmuje powierzchnię 7,7 km². W 2012 roku liczyła 1947 mieszkańców, a gęstość zaludnienia wynosiła 251,6 osób/km².

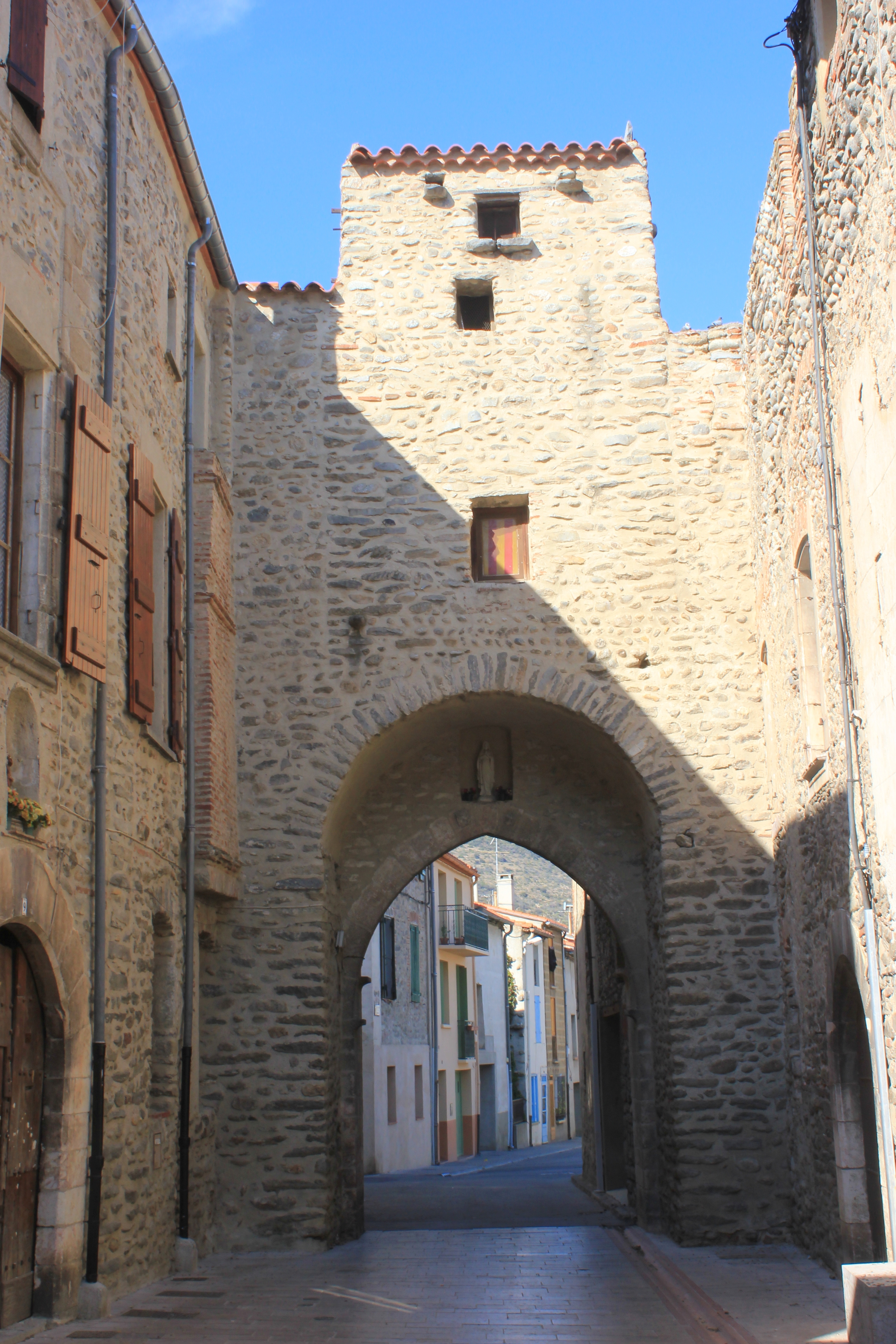
Vinça (2011)

## Zabytki
Zabytki na terenie gminy posiadające status monument historique:
- krzyż cmantarny (Croix de cimetière de Vinça)
- krzyż Noell (Croix Noell)
- kościół świętych Juliana i Bazylissy (Église Saint-Julien-et-Sainte-Baselisse de Vinça)
- kościół św. Piotra de Belloch (Église Saint-Pierre de Belloch)

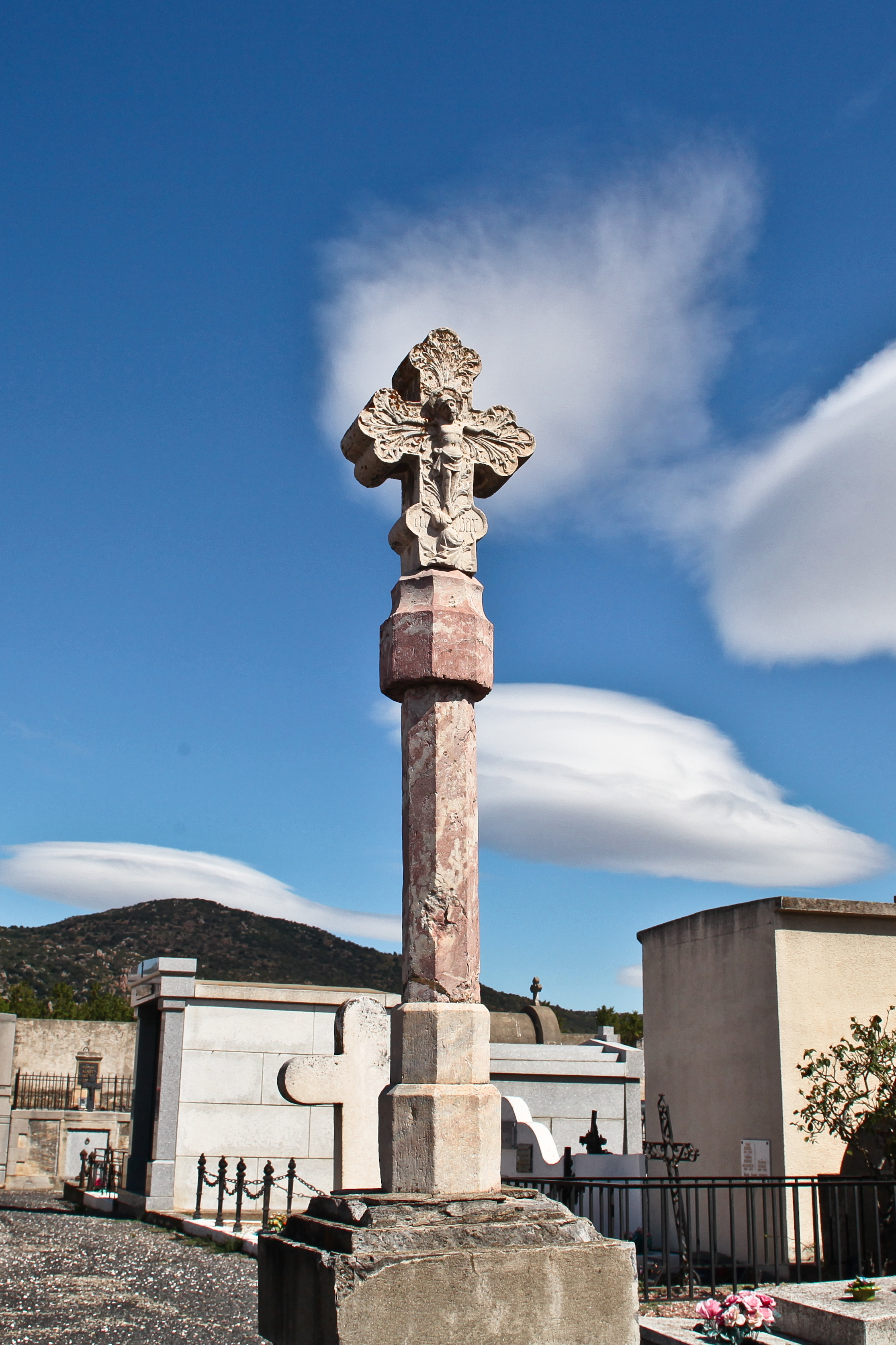
Krzyż cmantarny (2013)
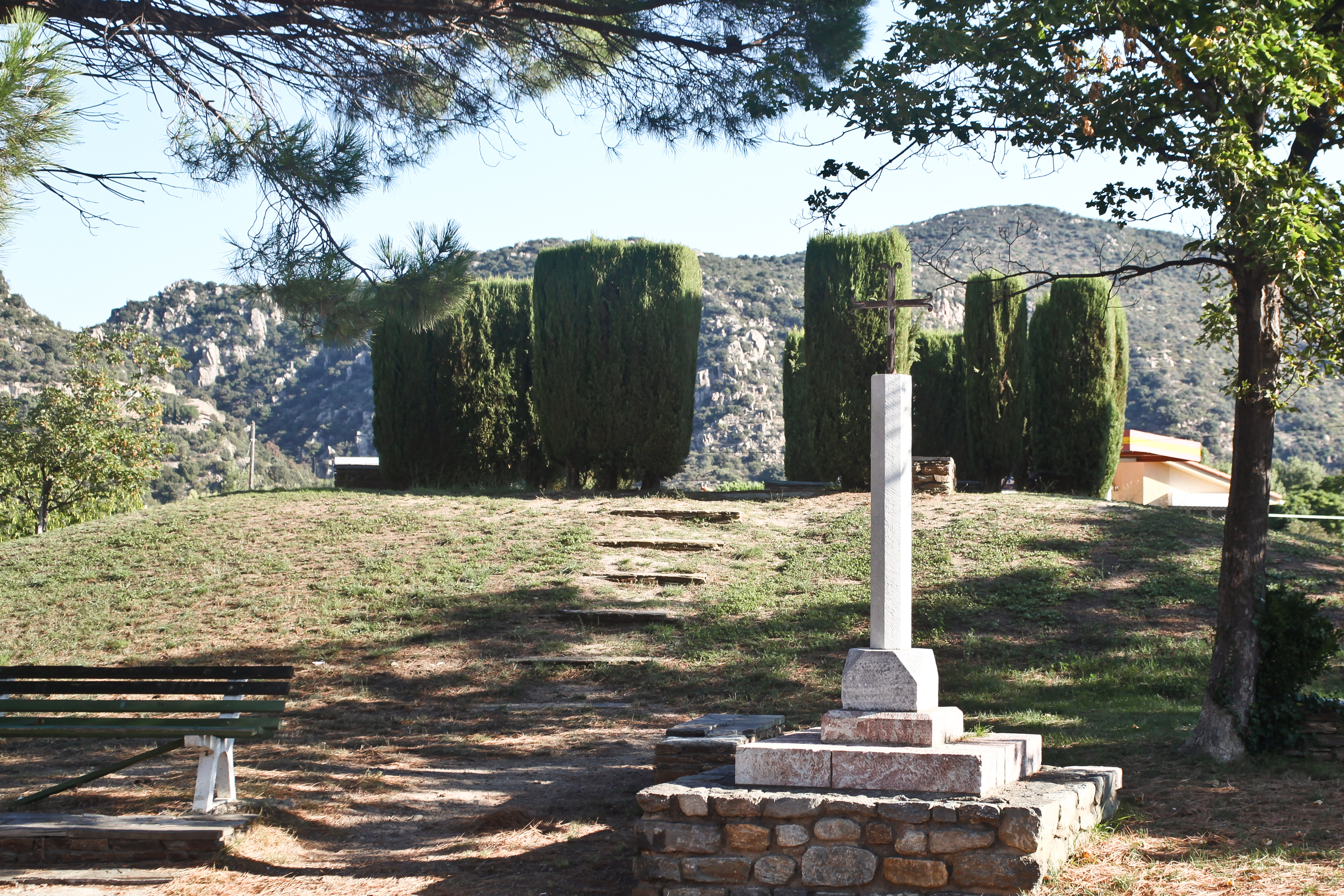
Krzyż Noell (2015)
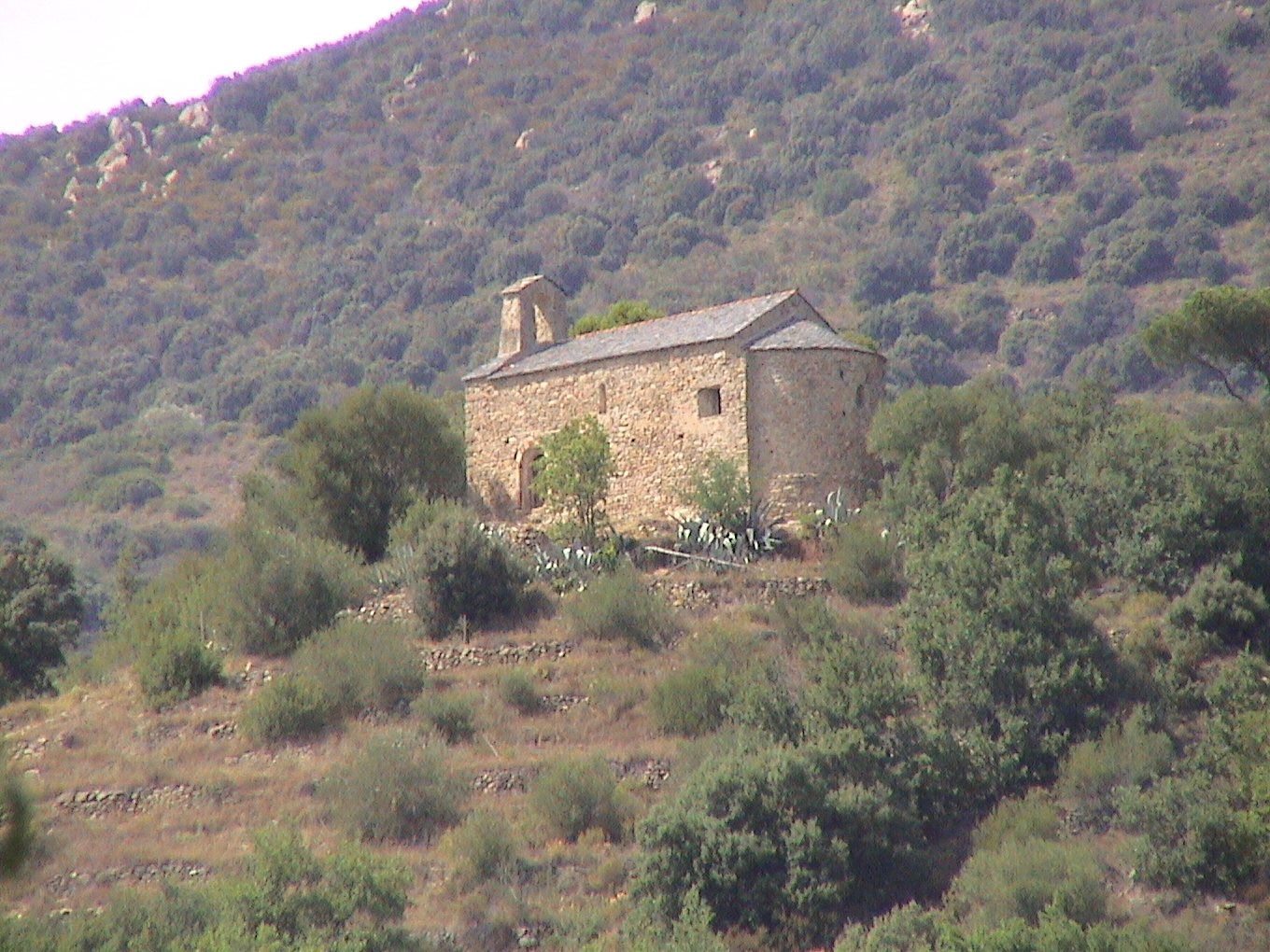
Kościół św. Piotra de Belloch (2005)

## Populacja

Populacja Vinça w latach 1962–2008